# Full Collapse
Full Collapse es el segundo álbum de estudio de la banda de post-hardcore Thursday y su debut con el sello Victory Records. Contiene influencias post-hardcore con elementos melódicos y letras personales. Este álbum ayudó a Thursday a establecerse como una banda de referencia en la escena Indie y alternativa
El álbum alcanzó la posición 178 del Billboard 200. Además hay una edición especial del álbum que incluye los vídeos de dos de los sencillos que lanzaron («Understanding in a Car Crash» y «Cross Out the Eyes») y varios fondos de escritorio para ordenador de la banda.

## Lista de canciones
- Todas las letras escritas por Geoff Rickly. Toda la música compuesta por Thursday

1. «A0001» – 0:36
2. «Understanding in a Car Crash» – 4:24
3. «Concealer» – 2:19
4. «Autobiography of a Nation» – 3:55
5. «A Hole in the World» – 3:27
6. «Cross Out the Eyes» – 4:08
7. «Paris in Flames» – 4:33
8. «I Am the Killer» – 3:35
9. «Standing on the Edge of Summer» – 3:42
10. «Wind-Up» – 4:23
11. «How Long Is the Night?» – 5:45
12. «I1100» – 1:40

## Créditos
- Geoff Rickly - voces
- Tom Keeley - guitarra, voces
- Steve Pedulla - guitarra, voces
- Tim Payne  - bajo
- Tucker Rule - batería

## Sencillos
- «Understanding in a Car Crash»
- «Cross Out the Eyes»
- «Standing on the Edge of Summer»